# 회개하는 도둑

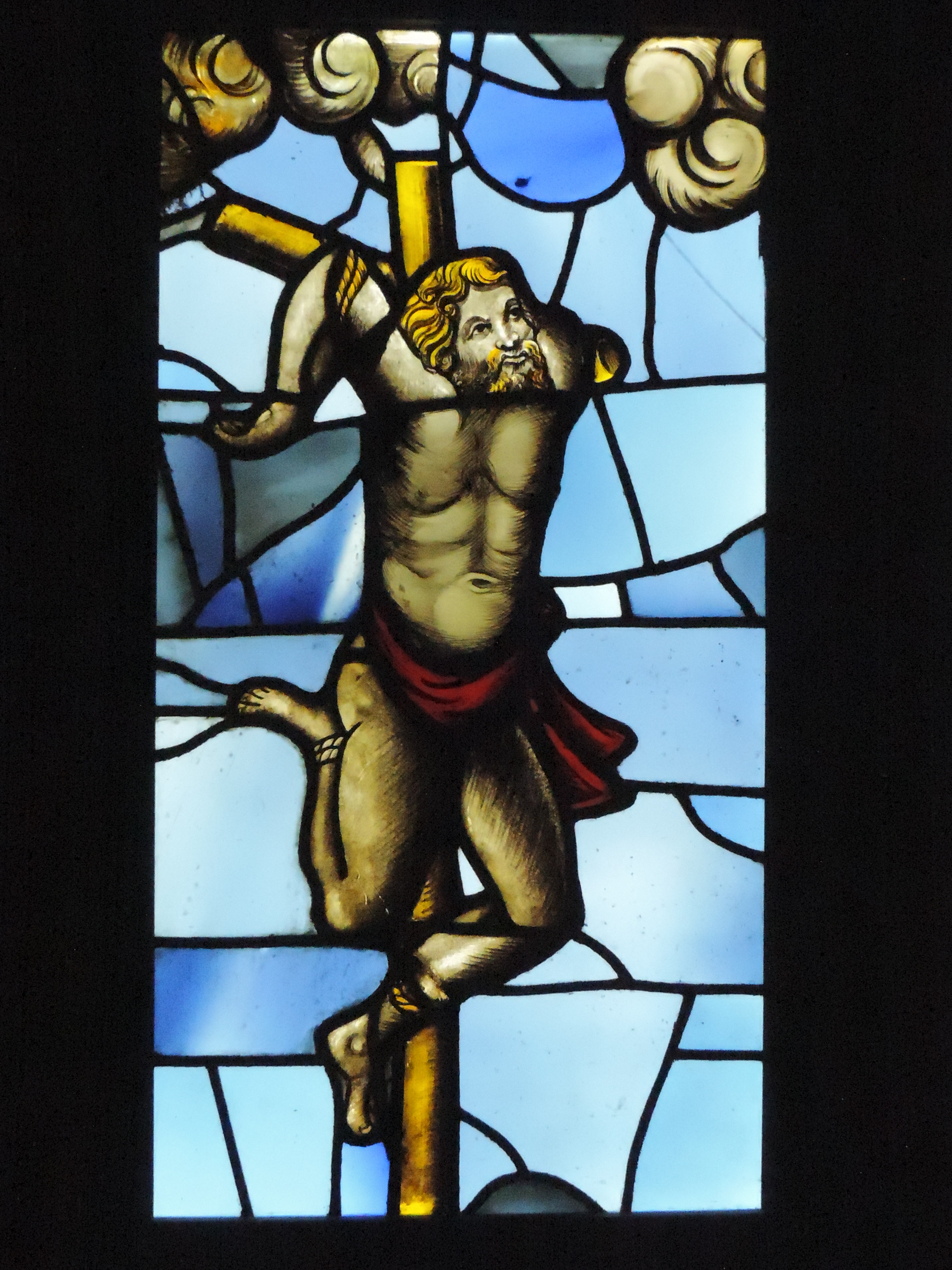

회개한 도둑(영어: penitent thief, thief on the cross), 구원받은 도둑은 신약성경에서 예수의 십자가 처형에 대한 누가의 기록에 나오는 이름 없는 2명의 도둑 중 한 명이다. 누가복음은 예수님이 그의 왕국에 오실 때 "그를 기억해 달라"고 예수님께 요청하는 것을 묘사한다. 회개치 않는 도둑인 다른 한 사람은 자신이 메시아임을 증명하기 위해 자신과 두 사람을 모두 구해달라고 예수님께 도전한다.
이 인물은 가톨릭 교회에서 공식적으로 공경을 받고 있다. 로마 순교서는 그리스도가 십자가에 못 박혀 죽고 정확히 그리스도의 성육신 기념일에 죽었다는 고대 기독교 전통 때문에 성모 영보 대축일과 함께 3월 25일에 그를 기념한다.
이 인물은 니코데모의 복음서에서 '디스마스'라는 이름을 받았고 전통적으로 천주교에서는 성 디스마스(Saint Dismas 또는 Dysmas, 스페인어와 포르투갈어로는 Dimas)로 알려져 있다.

## 같이 보기
- 신약 속 예수의 삶
- 수난